# تريفور وود
تريفور وود (بالإنجليزية: Trevor Wood)‏ (3 نوفمبر 1968 بساينت هيلير في جيرزي - ) هو لاعب كرة قدم بريطاني في مركز حراسة المرمى. شارك مع منتخب إيرلندا الشمالية لكرة القدم من الدرجة الثانية ‏ ومنتخب أيرلندا الشمالية لكرة القدم. أما مع النوادي، فقد لعب مع باتريك أتلتيك وبرايتون أند هوف ألبيون وبورت فايل ونادي والسول ونادي هيرفورد.

## مسيرته الكروية
لعب تريفور وود خلال مسيرته الاحترافية مع 5 أندية في ستة عشر موسمًا ولم يسجل خلالها أي هدف ضمن 230 مباراة. ولم يفز بأي موسم بالكأس وفاز في موسمين بالدوري.
خاض تريفور وود مسيرته مع نادي برايتون أند هوف ألبيون في موسم 1986–87 ولمدة موسمين، لم يشارك في أي مباراة ولم يسجل أي هدف. ثم انتقل إلى نادي بورت فايل في موسم 1988–89 ليلعب معه ستة مواسم، حيث شارك في 42 مباراة ولم يسجل أي هدف أيضًا. لينتقل بعدها إلى نادي والسول في موسم 1994–95 واستمر معه طيلة ثلاثة مواسم، مشاركًا في 69 مباراة ولم يسجل أي هدف أيضًا. ثم انتقل إلى نادي هيرفورد في موسم 1996–97 لمدة موسم واحد، مشاركًا في 19 مباراة ولم يسجل أي هدف أيضًا. هذا وانتقل لاحقًا إلى نادي باتريك أتلتيك في موسم 1997–98 ليلعب معه أربعة مواسم، مشاركًا في 100 مباراة ولم يسجل أي هدف أيضًا.

## وصلات خارجية
- تريفور وود على موقع قاعدة بيانات كرة القدم.إي يو (الإنجليزية)
- تريفور وود على موقع ناشيونال فوتبول تيمز (الإنجليزية)
- تريفور وود على موقع Soccerbase.com (لاعب) (الإنجليزية)